# Международная боксёрская организация
Международная боксёрская организация (МБО) (англ. International Boxing Organization; IBO) — пятая по значимости боксёрская организация, основанная в 1988 году. Президентом Международной боксерской организации является Эд Левин который вступил на эту должность в 1998 году.
Одной из особенностей IBO является автоматизированная система вычисления рейтингов боксеров внедренная в конце 1990-х годов которая призвана исключить «человеческий фактор» и внести полную объективность в постановке рейтингов боксеров. IBO ограничивает свою роль совершением сделок соответствующих правилам организации и внутреннему законодательству каждого из государств, ведением рейтингов боксеров, и присвоением победителю боксерского поединка чемпионского титула IBO.
Прошлыми и действующими чемпионами Международной боксерской организации (IBO) являются такие боксеры как: Владимир Кличко, Геннадий Головкин, Роман Гринберг, Томас Хирнс, Леннокс Льюис, Брайан Нильсен, Джеймс Тони, Тайсон Фьюри, Рой Джонс, Джефф Лейси, Флойд Мэйуэзер, Рикки Хаттон, Мэнни Пакьяо, Антонио Тарвер, Жан Паскаль, Бернард Хопкинс, Вик Дарчинян, Нонито Донэр.

## Чемпионы мира

### Действующие чемпионы мира
| Весовая категория       | Чемпион             | Дата завоевания  |
| ----------------------- | ------------------- | ---------------- |
| Тяжёлый вес             | Александр Усик      | 25 сентября 2021 |
| Первый тяжёлый вес      | Ив Нгабу            | 9 сентября 2023  |
| Полутяжёлый вес         | Дмитрий Бивол       | 22 февраля 2025  |
| Второй средний вес      | Ослейс Иглесиас     | 9 декабря 2023   |
| Средний вес             | Крис Юбенк          | 12 октября 2024  |
| Первый средний вес      | Уисма Лима          | 12 декабря 2024  |
| Полусредний вес         | Тулани Мбенге       | 19 октября 2024  |
| Первый полусредний вес  | Адам Азим           | 2 февраля 2025   |
| Лёгкий вес              | вакантно            |                  |
| Второй полулёгкий вес   | Энтони Какаче       | 24 сентября 2022 |
| Полулёгкий вес          | Даян Гонсалес       | 6 декабря 6 2024 |
| Второй легчайший вес    | Шабаз Масуд         | 2 ноября 2024    |
| Легчайший вес           | вакантно            |                  |
| Второй наилегчайший вес | Рикардо Малахика    | 2 сентября 2023  |
| Наилегчайший вес        | вакантно            |                  |
| Первый наилегчайший вес | Мпумелело Тшабалала | 14 сентября 2024 |
| Минимальный вес         | Кацунари Такаяма    | 18 декабря 2024  |

### Рекордсмены по защите титула
1) Рекорд по самой продолжительной защите титула в минимальном весе принадлежит Хекки Бадлеру (32-4-0) из ЮАР, защищал свой титул с 2011 по 2015 года, и провёл 9 защит титула.
2) Рекорд по самой продолжительной защите титула в первом наилегчайшем весе принадлежит четырём боксерам: 1) Хосе Гарсии Берналю (27-18-1) из Колумбии, защищал свой титул с 2000 по 2001 года, и провёл одну защиту титула. 2) Монелиси Мекени (21-3-0) из ЮАР, защищал свой титул с 2002 по 2003 года, и провёл одну защиту титула. 3) Хекки Бадлеру (32-4-0) из ЮАР, защищал свой титул в 2010 году, и провёл одну защиту титула, является рекордсменом в двух весовых категориях. 4) Рей Лорето (25-15-0) из Филиппин, защищал свой титул с 2014 по 2015 года, и провёл одну защиту титула.
3) Рекорд по самой продолжительной защите титула в наилегчайшем весе принадлежит двум боксерам: 1) Скотти Олсон (34-4-2) из Канады, защищал свой титул с 1995 по 1998 года, провёл 5 защит титула. 2) Вик Дарчинян (43-9-1) из Армении, защищал свой титул с 2005 по 2007 года, провёл 5 защит титула.
4) Рекорд по самой продолжительной защите титула во втором наилегчайшем весе принадлежит Гидеону Бутхелези (22-5-0) из ЮАР, защищал свой титул с 2016 по 2019 года, провёл 5 защит титула.
5) Рекорд по самой продолжительной защите титула в легчайшем весе принадлежит Джонни Бредалю (56-2-0) из Дании, защищал свой титул с 1996 по 1998 года, провёл 7 защит титула.
6) Рекорд по самой продолжительной защите титула во втором легчайшем весе принадлежит двум боксёрам: 1) Саймону Рамони (27-12-0) из ЮАР, защищал свой титул с 1998 по 2000 года, провёл 3 защиты титула. 2) Такалани Ндлову (34-10-0) из ЮАР, защищал свой титул с 2005 по 2006 года, провёл 3 защиты титула.
7) Рекорд по самой продолжительной защите титула в полулёгком весе принадлежит Томасу Машабе (20-2-4) из ЮАР, защищал свой титул с 2006 по 2007 года, провёл 4 защиты титула.
8) Рекорд по самой продолжительной защите титула во втором полулёгком весе принадлежит Кассиусу Балойи (37-8-1) из ЮАР, защищал свой титул с 2002 по 2006 года, провёл 5 защит титула.
9) Рекорд по самой продолжительной защите титула в лёгком весе принадлежит Майклу Айерсу (31-5-1) из Англии, защищал свой титул с 1999 по 2001 года, провёл 6 защит титула.
10) Рекорд по самой продолжительной защите титула в первом полусреднем весе принадлежит трём боксёрам: 1) Пабло Даниэлю Сармиенто (34-14-2) из Аргентины, защищал свой титул с 2001 по 2003 года, провёл 3 защиты. 2) Рикки Хаттону (45-3-0) из Англии, защищал свой титул с 2007 по 2008 года, провёл 3 защиты. 3) Эдуарду Трояновскому (28-2-0) с России, защищал свой титул с 2015 по 2016 года, провёл 3 защиты титула.
11) Рекорд по самой продолжительной защите титула в полусреднем весе принадлежит Джавайду Халику (23-1-1) из Англии, защищал свой титул с 2001 по 2004 года, провёл 7 защит титула.
12) Рекорд по самой продолжительной защите титула в первом среднем весе принадлежит Эрисланди Лара (27-3-3) из Кубы, защищал свой титул с 2015 по 2017 года, провёл 4 защиты титула.
13) Рекорд по самой продолжительной защите титула в среднем весе принадлежит Геннадию Головкину (40-1-1) из Казахстана, защищал свой титул с 2012 по 2018 года и в 2020, провёл 18 защит.
14) Рекорд по самой продолжительной защите титула во втором среднем весе принадлежит двум боксёрам: 1) Брайану Мэги (36-5-1) из Северной Ирландии, защищал свой титул с 2002 по 2004 года, провёл 7 защит титула. 2) Томасу Остуайдзену (28-3-2) из ЮАР, защищал свой титул с 2011 по 2013 года, провёл 7 защит титула.
15) Рекорд по самой продолжительной защите титула в полутяжелом весе принадлежит Рою Джонсу мл. (66-9-0) из США, защищал свой титул с 2001 по 2003 года, провёл 5 защит титула.
16) Рекорд по самой продолжительной защите титула в первом тяжелом весе принадлежит Кевину Лерене (25-1-0) из ЮАР, защищал свой титул с 2018 по 2020 года, провёл 6 защит титула.
17) Рекорд по самой продолжительной защите титула в тяжелом весе принадлежит Владимиру Кличко (64-5-0) из Украины, защищал свой титул с 2006 по 2015 года, провёл 18 защит титула, и это рекорд организации.